# Massimiliano di Hohenzollern-Sigmaringen
Massimiliano di Hohenzollern-Sigmaringen, detto anche Massimiliano I (Monaco di Baviera, 20 gennaio 1636 – Sigmaringen, 13 agosto 1689), è stato principe di Hohenzollern-Sigmaringen dal 1681 al 1689.

## Biografia

### Infanzia
Era figlio del Principe Mainardo I di Hohenzollern-Sigmaringen e di Anna Maria di Toerring-Seefeld.

### Matrimonio
Massimiliano sposò Maria Clara di Berg (1635-1715), dalla quale ebbe dodici figli.

### Principe di Hohenzollern-Sigmaringen
Dopo la morte di suo padre, per testamento, dovette lasciare la contea di Haigerloch a suo fratello minore, Francesco Antonio, ma contemporaneamente iniziò una campagna di ampliamento della città di Sigmaringen che rientrava nei suoi nuovi domini. Egli nello specifico progettò e costruì il Castello di Sigmaringen. Nel frattempo prestò servizio entro le file dell'esercito imperiale e combatté contro i Turchi e in Ungheria contro gli indipendentisti locali.
Inoltre, col suo matrimonio con Maria Clara di Berg, ottenne in eredità i possedimenti di famiglia della moglie la quale era subentrata al governo della contea di Berg dopo la morte del di lei fratello, Osvaldo III. Il patrimonio olandese che venne incamerato dai principi di Hohenzollern-Sigmaringen comprendeva le città di Boxmeer, Bergh, Diksmuide, Gendringen, Etten, Wisch, Pannerden e Millingen.

## Discendenza
Massimiliano e Maria Clara di Berg (1635-1715) ebbero i seguenti eredi:
- Anna Maria (1666–1668)
- Maria Maddalena Clara (1668–1725), monaca al monastero di Gnadenthal
- Maria Teresa Cleofa (1669–1731), monaca al monastero di Buchau
- Mainardo II (1673-1715), Principe di Hohenzollern-Sigmaringen
- Francesco Alberto Osvaldo (1676–1748), canonico a Colonia
- Francesco Enrico (1678–1731), canonico a Colonia e ad Augusta
- Carlo Antonio (1679–1684)
- Antonio Sidonio (1681–1719), sposò nel 1712 la baronessa Maria Josepha von Verdenberg und Namiest
- Giovanni Francesco Antonio (1683–1733), sposò in prime nozze nel 1712 Maria Barbara Everhardt von Lichtenhaag e poi si risposò con Maria Antonia von und zu Fraunberg
- Massimiliano Froben Maria (1685–1734), monaco
- Carlo (1687–1689)
- Federica Cristina Maria (1688–1745), sposò nel 1718 il conte Sebastian von Montfort-Tettnang

## Ascendenza
|                                             |                                  |                                                      | Genitori                                |  |  | Nonni |  |  | Bisnonni                                |  |  | Trisnonni                   |  |
|                                             |                                  |                                                      |                                         |  |  |       |  |  | 8. Carlo II di Hohenzollern-Sigmaringen |  |  | 16. Carlo I di Hohenzollern |  |
|                                             |                                  |                                                      |                                         |  |  |       |  |  | 8. Carlo II di Hohenzollern-Sigmaringen |  |  | 16. Carlo I di Hohenzollern |  |
|                                             |                                  | 17. Anna di Baden-Durlach                            |                                         |  |  |       |  |  | 8. Carlo II di Hohenzollern-Sigmaringen |  |  |                             |  |
| 4. Giovanni di Hohenzollern-Sigmaringen     |                                  |                                                      |                                         |  |  |       |  |  | 8. Carlo II di Hohenzollern-Sigmaringen |  |  |                             |  |
|                                             |                                  | 9. Eufrosina di Oettingen-Wallerstein                | 18. Federico V di Oettingen-Wallerstein |  |  |       |  |  |                                         |  |  |                             |  |
|                                             |                                  | 9. Eufrosina di Oettingen-Wallerstein                | 18. Federico V di Oettingen-Wallerstein |  |  |       |  |  |                                         |  |  |                             |  |
|                                             |                                  | 9. Eufrosina di Oettingen-Wallerstein                | 19. Eufrosina di Oettingen-Flochberg    |  |  |       |  |  |                                         |  |  |                             |  |
| 2. Mainardo I di Hohenzollern-Sigmaringen   |                                  | 9. Eufrosina di Oettingen-Wallerstein                |                                         |  |  |       |  |  |                                         |  |  |                             |  |
|                                             |                                  | 10. Eitel Federico I di Hohenzollern-Hechingen       | 20. Carlo I di Hohenzollern (= 8)       |  |  |       |  |  |                                         |  |  |                             |  |
|                                             |                                  | 10. Eitel Federico I di Hohenzollern-Hechingen       | 20. Carlo I di Hohenzollern (= 8)       |  |  |       |  |  |                                         |  |  |                             |  |
|                                             |                                  | 10. Eitel Federico I di Hohenzollern-Hechingen       | 21. Anna di Baden-Durlach (= 9)         |  |  |       |  |  |                                         |  |  |                             |  |
| 5. Giovanna di Hohenzollern-Hechingen       |                                  | 10. Eitel Federico I di Hohenzollern-Hechingen       |                                         |  |  |       |  |  |                                         |  |  |                             |  |
|                                             |                                  | 11. Sibilla di Zimmern                               | 22. Froben Cristoforo di Zimmern        |  |  |       |  |  |                                         |  |  |                             |  |
|                                             |                                  | 11. Sibilla di Zimmern                               | 22. Froben Cristoforo di Zimmern        |  |  |       |  |  |                                         |  |  |                             |  |
|                                             |                                  | 11. Sibilla di Zimmern                               | 23. Cunegonda di Eberstein              |  |  |       |  |  |                                         |  |  |                             |  |
| 1. Massimiliano di Hohenzollern-Sigmaringen |                                  | 11. Sibilla di Zimmern                               |                                         |  |  |       |  |  |                                         |  |  |                             |  |
|                                             | 12. Eustachio di Törring-Seefeld | 24. Giovanni Giorgio VI di Törring-Seefeld           |                                         |  |  |       |  |  |                                         |  |  |                             |  |
|                                             | 12. Eustachio di Törring-Seefeld | 24. Giovanni Giorgio VI di Törring-Seefeld           |                                         |  |  |       |  |  |                                         |  |  |                             |  |
|                                             | 12. Eustachio di Törring-Seefeld | 25. Elena dell'Albm                                  |                                         |  |  |       |  |  |                                         |  |  |                             |  |
| 6. Ferdinando di Törring-Seefeld            | 12. Eustachio di Törring-Seefeld |                                                      |                                         |  |  |       |  |  |                                         |  |  |                             |  |
|                                             |                                  | 13. Caterina di Bemelberg-Hohenburg                  | 26. Corrado X di Bemelberg-Hohenburg    |  |  |       |  |  |                                         |  |  |                             |  |
|                                             |                                  | 13. Caterina di Bemelberg-Hohenburg                  | 26. Corrado X di Bemelberg-Hohenburg    |  |  |       |  |  |                                         |  |  |                             |  |
|                                             |                                  | 13. Caterina di Bemelberg-Hohenburg                  | 27. Caterina di Helfenstein             |  |  |       |  |  |                                         |  |  |                             |  |
| 3. Anna Maria di Törring-Seefeld            |                                  | 13. Caterina di Bemelberg-Hohenburg                  |                                         |  |  |       |  |  |                                         |  |  |                             |  |
|                                             |                                  | 14. Volfango Giacomo di Schwarzenberg-Hohenlandsberg | 28. Ottone Enrico di Schwarzenberg      |  |  |       |  |  |                                         |  |  |                             |  |
|                                             |                                  | 14. Volfango Giacomo di Schwarzenberg-Hohenlandsberg | 28. Ottone Enrico di Schwarzenberg      |  |  |       |  |  |                                         |  |  |                             |  |
|                                             |                                  | 14. Volfango Giacomo di Schwarzenberg-Hohenlandsberg | 29. Elisabetta di Buchberg              |  |  |       |  |  |                                         |  |  |                             |  |
| 7. Renata di Schwarzenberg-Hohenlandsberg   |                                  | 14. Volfango Giacomo di Schwarzenberg-Hohenlandsberg |                                         |  |  |       |  |  |                                         |  |  |                             |  |
|                                             |                                  | 15. Anna Sibilla Fuger                               | 30. Markus Fugger                       |  |  |       |  |  |                                         |  |  |                             |  |
|                                             |                                  | 15. Anna Sibilla Fuger                               | 30. Markus Fugger                       |  |  |       |  |  |                                         |  |  |                             |  |
|                                             |                                  | 15. Anna Sibilla Fuger                               | 31. Sibilla di Eberstein                |  |  |       |  |  |                                         |  |  |                             |  |
|                                             |                                  | 15. Anna Sibilla Fuger                               |                                         |  |  |       |  |  |                                         |  |  |                             |  |